# 穆里西兰迪亚
穆里西兰迪亚是巴西托坎廷斯州的一个市镇。总面积1187.798平方公里，总人口2850人，人口密度2.4人/平方公里。